# Dawny dom fundacji Sachsa w Lesznie
Dawny dom fundacji Sachsa w Lesznie – dom należący dawnej do leszczyńskiej społeczności żydowskiej, będący wcześniej sierocińcem. Mieści się przy ulicy Gabriela Narutowicza, pod numerem 5.
Budowla została wzniesiona w latach 1902–1903 według projektu mistrza budowlanego Heinricha Müllera. Czteroosiowa fasada, licowana cegłą wąska, aranżacją nawiązuje symbolicznie do stylu arkadowego. Dzięki temu do dziś stanowi obiekt wyjątkowy, spośród tynkowanych pierzei kamienic przy ulicy Narutowicza
Obiekt figuruje w gminnej ewidencji zabytków miasta Leszna, jako dom modlitwy, tzw. dom żydowski